# Пелотон

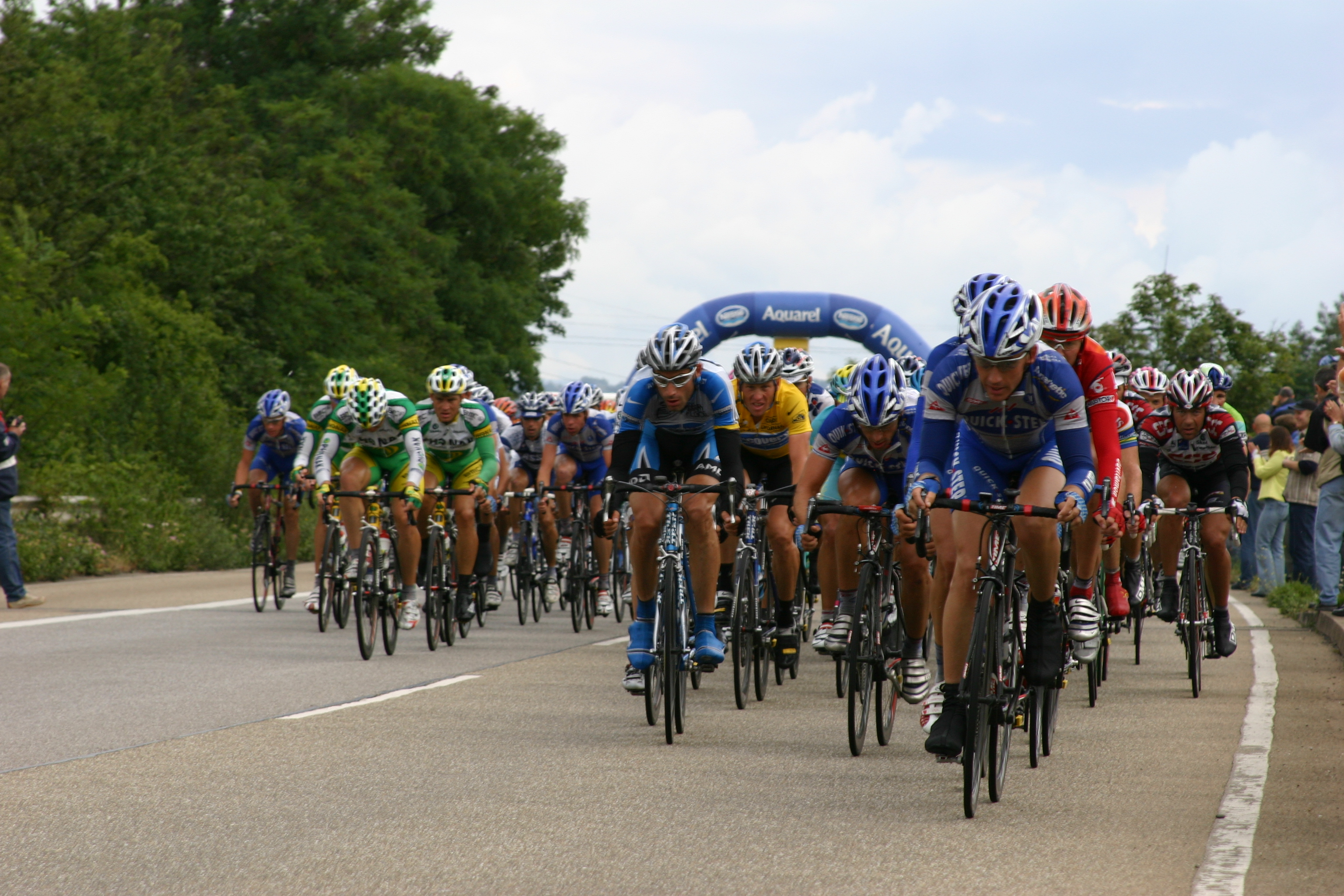
Пелотон на Тур-де-Франс, 2005 год

Пелото́н (от фр. peloton — «клубок, ком, рой»), иногда пелето́н, — основная группа гонщиков в спортивной гонке.
Преимущественно употребляется в контексте вело-, мото- и автоспорта, реже — в марафоне и лыжных гонках.
Движение в пелотоне позволяет гонщикам экономить значительную часть энергии за счёт движения в аэродинамической тени других гонщиков; сопротивление воздуха в общей группе гораздо ниже (вплоть до 40 %).
Небольшие группы перед основной группой называются «отрыв», а позади основной группы, соответственно, «отвал» или «группетто» (итал. gruppetto).